# بالوانه معتمدی
بالوانه معتمدی، روستایی از توابع بخش مرکزی شهرستان قروه در استان کردستان ایران است.

## جمعیت
این روستا در دهستان پنجه علی قرار دارد و براساس سرشماری مرکز آمار ایران در سال ۱۳۸۵، جمعیت آن ۳۱۹ نفر (۷۰خانوار) بوده‌است.